# Rhipidomys caracolensis
Rhipidomys caracolensis — вид приматів родини хом'якових (Cricetidae). Ендемік Бразилії.